# Couvent Smolny
Le couvent Smolny (Voskresensky) (en russe : Воскресенский девичий Смольный монастырь) est un ancien édifice religieux orthodoxe de Saint-Pétersbourg, en Russie. Il est constitué de la cathédrale de la Résurrection et d'un ensemble de bâtiments qui devaient initialement abriter un couvent.

## Histoire
Le bâtiment était destiné à Élisabeth Petrovna, fille de l'empereur Pierre le Grand, après qu'elle eut été écartée en 1725 de la succession du trône. Mais après le coup d'État de 1741 destituant Ivan VI de Russie, Élisabeth monta sur le trône et renonça à entrer dans les ordres. Malgré cela, la construction du couvent continua.

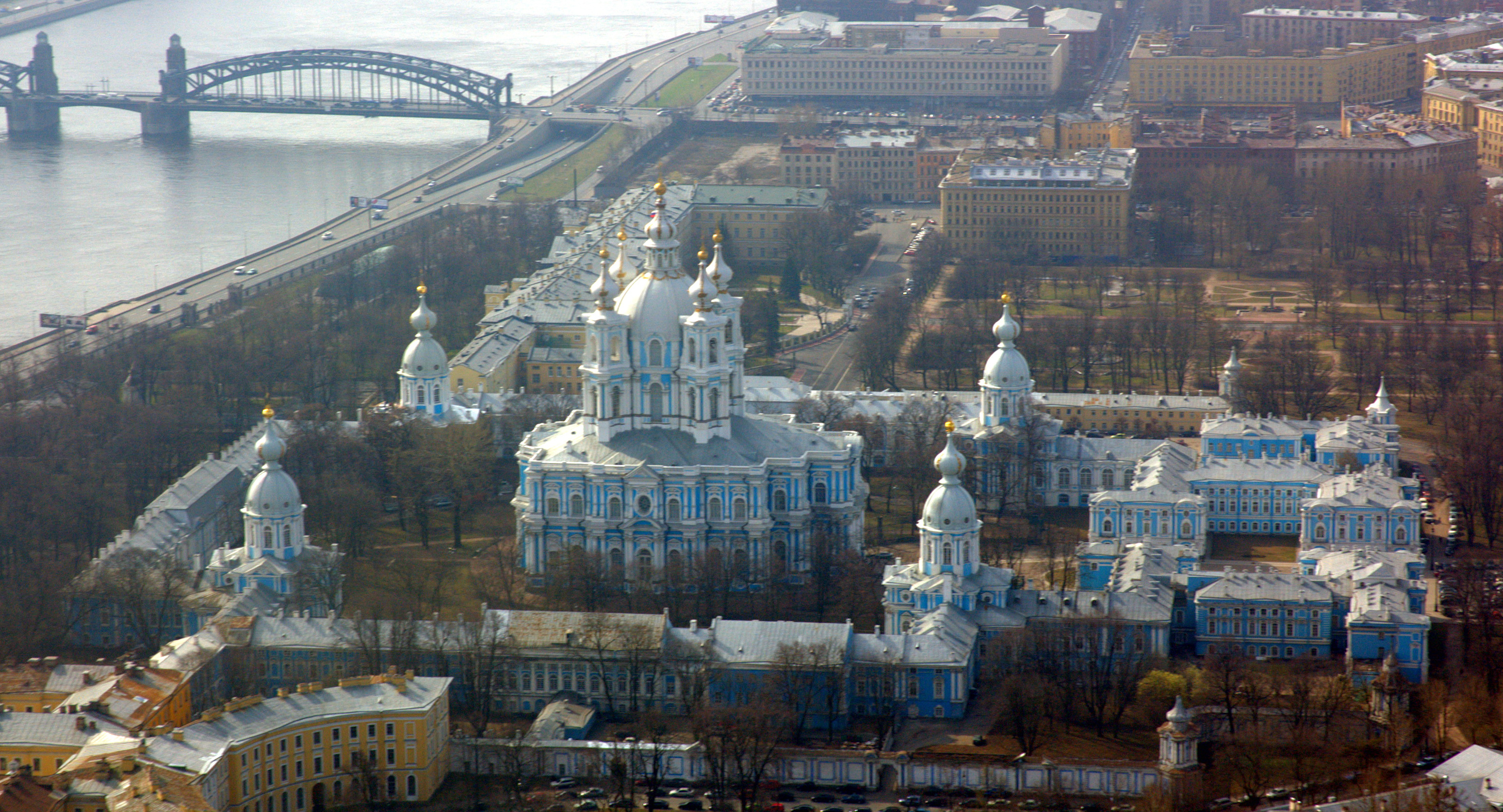
Le couvent Smolny.

La cathédrale, bâtiment principal du couvent, est considéré comme un des chefs-d'œuvre de style baroque de l'architecte d'origine italienne Bartolomeo Rastrelli qui est également l'auteur du palais d'Hiver, du palais Catherine et du palais de Peterhof ainsi que d'autres monuments de Saint-Pétersbourg.
La construction s'est étalée de 1748 à 1764. Le monument initial devait comporter un clocher qui devait en faire le bâtiment le plus élevé de Saint-Pétersbourg. La mort d'Élisabeth en 1762 ne permit pas l'achèvement de la construction.

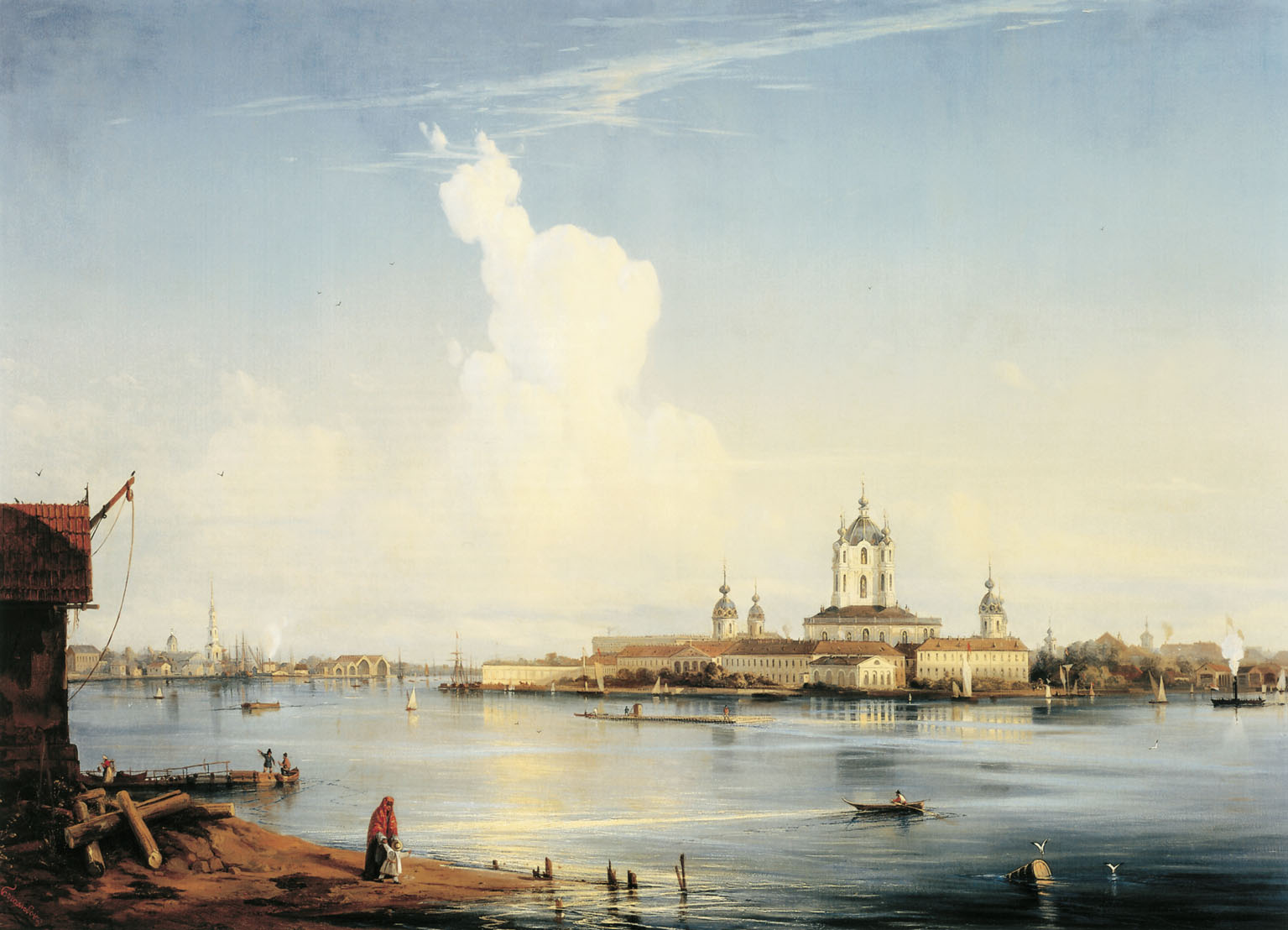
Smolny vu de la Neva (1851) par Alexeï Bogolioubov.

Avec l'arrivée au pouvoir de Catherine II de Russie, le style néoclassique supplanta le style baroque. L'absence de fonds ne permit pas à Rastrelli d'achever son ouvrage en particulier le clocher et la décoration intérieure. Ce n'est qu'en 1835 que l'architecte Vassili Stassov acheva le bâtiment avec un intérieur de style néoclassique.
De nos jours la cathédrale est utilisée principalement comme salle de concert et les bâtiments environnants sont occupés par des structures administratives et politiques locales. L'institut Smolny, voisin, tient son nom du couvent.